# Dirty Harry
Dirty Harry ist ein US-amerikanischer Kriminalfilm aus dem Jahre 1971. Der in San Francisco spielende Thriller wurde von Regisseur Don Siegel inszeniert und zählt zu den bekanntesten und einflussreichsten Polizeifilmen. Er zeigt den von Clint Eastwood dargestellten unkonventionellen Inspektor „Dirty Harry“ Callahan auf der Jagd nach einem psychopathischen Serienmörder. Der Film wurde 2012 in das National Film Registry der Library of Congress aufgenommen.

## Handlung
Ein Mann erschießt vom Dach eines Wolkenkratzers aus eine junge Frau, die in einem Pool schwimmt. Der Täter hinterlässt am Tatort eine handgeschriebene Nachricht, in der er verkündet, jeden Tag einen Menschen zu töten, sollte ihm die Stadt nicht 100.000 Dollar zahlen. Er gibt an, als Nächstes einen „katholischen Priester oder einen Nigger“ zu töten, unterschrieben ist die Nachricht mit Scorpio. Der Bürgermeister beauftragt Inspektor Harry Callahan, den Killer schnellstens zu fassen. Callahan, ein zynischer Einzelgänger, ist für seine harten, wenn auch effektiven, Ermittlungsmethoden bekannt und hat regelmäßig Ärger mit seinen Vorgesetzten. Dabei hält sich Inspektor Callahan häufig selbst nicht an Gesetze, um seine polizeilichen Ziele zu erreichen.
Mit seinem jungen mexikanischen Partner Gonzales, der dem widerwilligen Inspektor zwangsweise zugeteilt wird, nimmt Callahan die Ermittlungen auf. Über eine im San Francisco Chronicle erscheinende Anzeige signalisiert die Stadtverwaltung dem unbekannten Schützen, das geforderte Geld zahlen zu wollen, bittet dabei aber in dem Zeitungstext um zeitlichen Aufschub, um den hohen Geldbetrag zusammenzubekommen. Jedoch lässt sich der Killer damit nicht zufriedenstellen und versucht, einen afroamerikanischen Jugendlichen zu erschießen. Dabei wird er von der Polizei gestört, kann aber fliehen. Später erschießt er einen zehnjährigen Afroamerikaner. Die Polizei vermutet, dass Scorpio als Nächstes einen Priester töten möchte, wie angekündigt, und stellt ihm eine Falle. Nach einer nächtlichen Schießerei auf Hausdächern mit Callahan entkommt er und tötet dabei einen Polizisten.
Am nächsten Tag entführt der psychopathische Scorpio ein 14-jähriges Mädchen, vergewaltigt es und begräbt es lebendig. Er erhöht seine Lösegeldforderung auf 200.000 Dollar. Bei der aufwendigen Lösegeldübergabe wird Callahan von Scorpio mit einer gelben Tasche, in der sich das Geld befindet, durch die abendlichen Straßen und U-Bahnstationen von Münzfernsprecher zu Münzfernsprecher gehetzt, über die er weitere Anweisungen erhält. In einem dunklen Park wird Callahan von dem mit einer roten Sturmhaube maskierten Killer brutal zusammengeschlagen. Als ihm sein Partner Gonzales zur Hilfe kommt, wird dieser durch Schüsse schwer verletzt. In diesem Moment kann der blutend am Boden liegende Callahan unter seinem Hosenbein ein Springmesser ziehen und es dem Killer ins Bein stoßen. Mit dem Messer tief im Oberschenkel steckend, flüchtet Scorpio humpelnd durch die Dunkelheit ohne das Geld. Er flieht in ein nahe gelegenes Krankenhaus und lässt dort anonym die Stichverletzung behandeln. In dieser Klinik erfährt Callahan hinterher, dass sich das Versteck des Killers in dem Football-Stadion Kezar Stadium befindet, wo Scorpio in einer bescheidenen Behausung lebt. Daraufhin stellt Dirty Harry seinen Widersacher in dem durch Flutlicht erleuchteten Football-Stadion. Angewidert presst Callahan den Aufenthaltsort des verschwundenen Mädchens aus dem Killer heraus, indem er sich mit dem Fuß auf den auf dem Spielfeld gestürzten und winselnden Mehrfachmörder stellt. Das Mädchen kann allerdings nur tot aus einem Erdloch geborgen werden – die Obduktion ergibt, dass es kurz nach seiner Entführung ermordet wurde.
Scorpio kommt frei, da ihm sein Recht auf einen Anwalt vorenthalten und die Hausdurchsuchung seines Verstecks ohne richterliche Vollmacht durchgeführt wurde, alle Beweise wurden dadurch unbrauchbar (Früchte des vergifteten Baumes). Callahan verfolgt Scorpio, um ihn bei einer kriminellen Handlung zu erwischen. In einem Keller lässt sich der geistesgestörte Scorpio gegen Bezahlung von einem afroamerikanischen Schläger zusammenschlagen und startet eine öffentliche Kampagne gegen Inspektor Callahan, dem Willkür und Brutalität vorgeworfen wird. Dabei behauptet der intrigante Scorpio, dessen Gesicht nun mit weißen Mullbinden bandagiert ist, gegenüber der sensationslustigen Presse, die körperlichen Misshandlungen durch Inspektor Harry Callahan erlitten zu haben.
Später überfällt Scorpio ein Spirituosengeschäft und besorgt sich so Geld und eine Waffe. Er entführt einen Schulbus und fordert die 200.000 Dollar und zusätzlich ein Flugzeug. Der Bürgermeister will zahlen und verbietet Callahan, etwas gegen den Killer zu unternehmen. Dieser will Scorpio dennoch stellen und kann den Bus auf eigene Faust stoppen, indem er von einer Brücke auf das Dach des Schulbusses springt. Scorpio flieht zu Fuß in einen Steinbruch. Dort nimmt er einen Jungen, der an einem See angelt, kurzerhand als Geisel und verlangt von Callahan, seinen gezogenen Revolver wegzulegen. Dieser senkt seine Waffe, hebt sie dann aber schnell und schießt dem Killer in die Schulter. Als der Mörder erneut zu seiner auf dem Boden liegenden Pistole greift, wird er von Callahan erschossen, mit der sechsten und letzten Kugel aus dessen Smith-&-Wesson-Revolver, und stürzt ins Wasser. In der Schluss-Szene wirft der Inspektor seine Polizeimarke im hohen Bogen in den See.

## Synchronisation
Die deutsche Fassung entstand in den Studions der Berliner Synchron GmbH Wenzel Lüdecke in Berlin. Das Dialogbuch schrieb Lutz Arenz, Dialogregie führte Dietmar Behnke. Rolf Schult sprach Clint Eastwood nur in diesem ersten Teil der Reihe. Ab Teil 2 übernahm Klaus Kindler die Synchronisation, der als Eastwoods deutsche Standardstimme gilt.
| Darsteller      | Rolle                                  | Synchronsprecher  |
| --------------- | -------------------------------------- | ----------------- |
| Clint Eastwood  | Inspektor Callahan resp. „Dirty Harry“ | Rolf Schult       |
| Harry Guardino  | Lt. Al Bressler                        | Horst Niendorf    |
| Reni Santoni    | Inspektor Chico Gonzales               | Andreas Mannkopff |
| Andrew Robinson | Scorpio                                | Wolfgang Draeger  |
| John Vernon     | Bürgermeister                          | Christian Rode    |
| John Larch      | Polizeichef                            | Arnold Marquis    |
| John Mitchum    | Inspektor Frank DiGiorgio              | Richard Haller    |
| Josef Sommer    | Staatsanwalt Rothko                    | Lothar Blumhagen  |
| Lyn Edgington   | Norma, Chicos Frau                     | Ursula Herwig     |
| Ruth Kobart     | Marcella, Schulbusfahrerin             | n.n.              |
| Woodrow Parfrey | Jaffe, Wirt im Diner                   | Manfred Grote     |
| Albert Popwell  | schwarzer Bankräuber                   | n.n.              |

## Entstehung
Die Handlung des Films basiert auf den Ereignissen um den „Zodiac-Killer“, der in den späten 1960er Jahren in San Francisco wahllos Menschen erschoss. Der „Zodiac-Killer“ wurde nie gefasst.
Die Filmfigur des Callahan geht auf den echten Zodiac-Ermittler Dave Toschi zurück, der Detective beim San Francisco Police Department (SFPD) war.
Zunächst sollte Frank Sinatra die Rolle des Harry Callahan spielen. Als Sinatra wegen einer Handverletzung ausschied, waren Steve McQueen, Paul Newman und John Wayne für die Rolle im Gespräch. Schließlich wurde sie von Clint Eastwood übernommen. Die Rolle des Scorpio sollte zunächst von Audie Murphy gespielt werden, der dann aber bei einem Flugzeugabsturz ums Leben kam. Bevor Don Siegel die Regie übernahm, waren auch Irvin Kershner und Sydney Pollack in der engeren Wahl.
Der Film sollte zunächst in Seattle gedreht werden, doch Siegel und Eastwood entschieden sich für San Francisco als Schauplatz. Clint Eastwood führte alle Stunts in dem Film selbst aus, darunter auch den riskanten Sprung von der Brücke auf das Dach des Schulbusses.

## Erfolg
Dirty Harry erwies sich weltweit als Hit und wurde zu einem der erfolgreichsten Filme des Jahres 1971. Nachdem Clint Eastwood durch seine Western und Action-Filme bereits sehr populär geworden war, gelang ihm mit diesem Film der Durchbruch zum Hollywood-Superstar.
In der zynischen, illusionslosen Figur des Harry Callahan spiegelte sich der Zeitgeist der Vietnam- und Watergate-Ära wider. Das Misstrauen gegenüber den etablierten Institutionen wurde von Callahan in drastischer Weise artikuliert, indem er die bestehenden Gesetze als „crazy (verrückt)“  bezeichnete. Der Film thematisiert die Problematik des im amerikanischen Strafprozessrecht konsequent gehandhabten Beweisverwertungsverbotes für unrechtmäßig erlangte Beweismittel. Callahan bezeichnet die dahingehenden Gesetze als verrückt, weil sie dazu führen, dass erkannte Mörder unbehelligt bleiben, obwohl die identifizierte Tatwaffe bei ihnen gefunden wurde.
Doch während in den New-Hollywood-Filmen derselben Zeit die Gesellschaft aus einer linken Perspektive kritisiert wurde, vertrat Callahan in der Rolle des überlebensgroßen Revolvermannes eher konservative Ideale. Callahan „löste“ die Probleme mit seinem riesigen Revolver (ein Smith & Wesson Mod. 29 im Kaliber .44 Magnum) – „Die bläst einem den Kopf weg“; „Das ist eine .44-er Magnum, die stärkste Handfeuerwaffe der Welt.“ (Callahan); „Wir drei… Smith, Wesson und ich.“ (Dirty Harry kommt zurück).
In diesem Zusammenhang wurde darauf hingewiesen, dass der Skorpion-Killer ein Hippie ist und der Film in der Flower-Power-Metropole San Francisco spielt. Die naheliegende Deutung ist, dass Dirty Harry auch ein – in bürgerlichen Kreisen – weit verbreitetes Unbehagen gegenüber der Gegenkultur der 1960er Jahre ausdrückt. Immer wieder gibt es im Film auch abfällige Bemerkungen zur Homosexualität.
Dirty Harry wurde kontrovers diskutiert und zum Beispiel von der einflussreichen Filmkritikerin Pauline Kael scharf angegriffen, da er ihrer Ansicht nach Selbstjustiz propagierte. Clint Eastwood wies diese Deutung zurück und ließ für die Fortsetzung Calahan (1973) eine Handlung entwerfen, mit der er die Kritik an Dirty Harry entkräften wollte: Callahan bekämpft hier eine Gruppe von Polizisten, die Lynchjustiz praktizieren. Im Januar 1985 wurde die VHS-Veröffentlichung von der Bundesprüfstelle für jugendgefährdende Schriften in Deutschland indiziert. Bereits im Januar 1988 wurde die Indizierung aufhoben.
Die widersprüchliche Figur des aufrechten und integren Inspektors Callahan war für viele Zuschauerschichten attraktiv und wurde im Lauf der Jahre zu einem Kultcharakter des amerikanischen Kinos.
Der harte, zynische und psychologisch abgründige Grundton von Dirty Harry prägte den internationalen Kriminal- und Polizeifilm der 1970er Jahre. Einflüsse sind zum Beispiel in dem sehr erfolgreichen Selbstjustiz-Film Ein Mann sieht rot (1974) mit Charles Bronson oder in dem französischen Thriller Angst über der Stadt (1974) mit Jean-Paul Belmondo zu erkennen.
In jedem Dirty-Harry-Film wird während der ersten fünf Minuten eine Person ermordet. In jedem Film verhindert Callahan einen Raubüberfall.
Der bekannte Einzeiler „Go ahead, make my day!“ (in der deutschen Fassung „Na los doch, make my day!“, in etwa „Na los doch, versüß mir den Tag!“), mit dem Callahan seine Widersacher zu einer unüberlegten Aktion provozieren will und seine Verachtung für sie ausdrückt, wurde erst 1983 in Dirty Harry IV – Dirty Harry kommt zurück gesprochen. Ursprünglich stammt dieser Satz aus dem Film Vice Squad, der ein Jahr vorher gedreht wurde und in dem der Schauspieler Gary Swanson diese Worte spricht.
Die letzte Szene des Films nimmt auf das Ende von Fred Zinnemanns Western Zwölf Uhr mittags (1952) Bezug.
Der Begriff Dirty Harry findet auch im allgemeinen Sprachgebrauch Verwendung für die scheinbar effiziente Methode von Polizei oder Geheimdiensten, mittels Folter an Informationen zu gelangen. Ab Mitte der 1990er Jahre erhielt überdies der für seine zynischen Witze und spottenden Lästereien bekannte deutsche Late-Night-Show-Moderator Harald Schmidt den Spitznamen Dirty Harry.
Die Handlung des Films wurde im Fernsehfilm Tatort: Du allein in wesentlichen Punkten aufgegriffen: Eine unbekannte Person erschießt mit einem Scharfschützengewehr eine Frau in Stuttgart und fordert von der Stadt ein Lösegeld, um diese Tat nicht zu wiederholen. Die Bereitschaftserklärung zur Zahlung soll ebenfalls über eine Zeitungsannonce erfolgen und einer der zuständigen Ermittler, Kriminalhauptkommissar Bootz, soll die Geldübergabe vornehmen. Hierbei wird er allerdings ebenfalls über sein Ziel im Unklaren gelassen und via Handy zwischendurch ständig mit neuen Anweisungen versorgt; der gescheiterte Versuch, den Mörder bei der Übergabe festzunehmen, findet sich ebenfalls wieder. Anders als in der Vorlage handelt im Tatort die Täterin jedoch nicht aus sadistischen Motiven, sondern tötet gezielt insgesamt drei Personen, welche sie für den vorangegangenen Tod ihres Geliebten verantwortlich macht; dieser war in einer Bank mit einem Herzinfarkt zusammengebrochen und starb, da die späteren Opfer Hilfeleistungen unterließen.
In dem Thriller Dolan’s Cadillac, der Verfilmung einer Kurzgeschichte von Stephen King von 2009, erkundigt sich die Hauptfigur, ein Mann namens Tom Robinson, in einem Waffengeschäft nach dem Revolver, wie ihn Dirty Harry trägt, und erhält von der Verkäuferin ein ähnliches Modell mit dreimal stärkerer Schusskraft. Mit diesem Revolver will sich der Mann am Mörder seiner Frau rächen.

## Fortsetzungen
Die Popularität der Dirty-Harry-Figur war in den 1970er und 1980er Jahren so groß, dass bis 1988 vier Fortsetzungen produziert wurden. Nach allgemeinem Tenor erreichte keine die Qualität des Originalfilms.
- Calahan (1973)
- Der Unerbittliche (1976)
- Dirty Harry kommt zurück (1983)
- Das Todesspiel (1988)

## Kritiken
„[…] ein sehr stilisierter Film […], mit Bildern von einer Schönheit, die in merkwürdigem Kontrast zur Handlung steht.“

„Thriller, perfekt in Schnitt und Kameratechnik, atmosphärisch dicht in seiner Milieuzeichnung, doch andererseits auch äußerst fragwürdig, was die Methoden der Verbrechensbekämpfung und den Aspekt der Selbstjustiz anbelangt.“

„Dirty Harry ist, bei hohen formalen Qualitäten, einer der härtesten und zwiespältigsten Filme, den das amerikanische Actionkino der 70er Jahre hervorgebracht hat. Don Siegel sieht die Welt häßlich, brutal, ohne Menschlichkeit, doch ist seine Verbitterung ohne eine moralische Dimension wohl nicht denkbar: Sein Zynismus macht ihm keinen Spaß.“

„Erst durch die lakonische Verkörperung des Anti-Helden ‚Dirty Harry‘, der den Großstadtdschungel wie ein Jäger durchstreift, wurde Eastwood auch in den USA ein Star. Seinen Erfolg verdankt der Film nicht nur ihm: Die schnörkellose Regie Don Siegels und das sarkastische Skript sind ebenso stark.“

In seinem Sachbuch Danse Macabre beschrieb der Schriftsteller Stephen King den Film als „idiotischen Mischmasch“, aber er sei, „was Bilder und Gefühe anbelangt – das junge Entführungsopfer, das in der Morgendämmerung aus der Zisterne gefischt wird, der Böse, der den Bus voller Kinder terrorisiert, das Granitgesicht von Dirty Harry Callahan selbst – […] brilliant.“ Nach ihm kommen „selbst die besten Liberalen aus einem solchen Film wie Dirty Harry oder Peckinpahs Wer Gewalt sät heraus und sehen aus, als hätten sie eins über den Kopf bekommen – oder wären von einem Zug überfahren worden.“

## Weiterverwertung

Dirty-Harry-Flipperautomat

1990 brachte Publisher Mindscape ein Videospiel basierend auf Dirty Harry für das Nintendo Entertainment System heraus, entwickelt wurde es von Gray Matter. Das Spiel wurde überwiegend negativ bewertet. 1995 erschien von Williams Electronics Games ein Flipper zu den Filmen von Dirty Harry.
2008 sollte ein Dirty-Harry-Videospiel erscheinen, in dem Dirty Harry von Clint Eastwood selbst synchronisiert werden sollte. Das Projekt wurde abgebrochen. Eine Veröffentlichung in den nächsten Jahren ist nicht zu erwarten.
Die DVD des Films erschien im Dezember 2001. Sie beinhaltet unter anderem ein halbstündiges Making-of des Films. Ebenfalls 2001 erschien eine Dirty Harry Edition, die alle fünf Filme der Reihe enthielt. Im Juni 2008 erschien eine neue Dirty Harry Collection, die neben verbessertem Bild auch mehr Extras enthält.
2025 wurde eine 4K-Restaurationen auf als limitierte 4K Blu-ray Steelbook veröffentlicht und wenige Wochen danach auch im Apple TV 4K inklusive iTunes Extras, welche das gleiche Bonusmaterial wie die Blu-ray-Fassung erhielt.